# Осилниця
Осилниця (словен. Osilnica) — поселення в общині Осилниця, регіон Південно-Східна Словенія, Словенія.